# 普雷韦扎专区
普雷韦扎专区（希臘語：Περιφερειακή ενότητα Ιωαννίνων），是希腊伊庇鲁斯大区的一个专区。首府为普雷韋扎。专区面积为1,036平方公里，2011年人口数量为57,491人。

## 行政
普雷韦扎州最初成立于1915年。在2011年卡利克拉提斯改革方案中，希腊所有州份被取消。原普雷韦扎州作为整体设立为普雷韦扎专区。普雷韦扎专区下分为3个市镇（括号内为地图中的数字）：
- 普雷韋扎（1）
- 济罗斯（2）
- 帕爾加（3）